# 紐約戲院
紐約戲院位於香港銅鑼灣駱克道463-483號銅鑼灣廣場第2期，即是力寶商業大廈。 紐約戲院是一家歷史悠久的電影院，因業主加租而2006年3月結業，原址並於2006年6月21日起被麥當勞租用。戲院原由嘉禾娛樂經營。

## 歷史
紐約戲院是香港商人張觀鳳創立的戲院之一，1955年1月開業。原址位於軒尼詩道近波斯富街交界（後為銅鑼灣廣場第1期所在地）。開業之初約有1500個座位，分為前座、後座、超等、特等四種等級，首部上映電影為格蓮妮·鍾絲主演的英國電影《水晶宮主》(Mad About Men)。
後張觀鳳其中一名兒子張威臣成為紐約戲院東主。（其兄張威麟則繼承倫敦大戲院、好世界戲院）
1970年8月曾發生四級火警，一度停業。
1982年因興建地鐵銅鑼灣站而拆卸，其後在駱克道銅鑼灣廣場2期重新開業。至2006年結業，結業前由嘉禾娛樂經營。

## 戲院場次
日場
- 下午六時前場次

早場
- 並非每天設有早場，請參考電影開場時間表；

夜場
- 下午六時正或以後場次
- 星期二 [公眾假期及假期前夕除外]

## 外部連結
- 紐約戲院地圖 （页面存档备份，存于）
- 嘉禾電影公司 （页面存档备份，存于）